# Eduard Schwartz
Eduard Schwartz, född den 22 augusti 1858 i Kiel, död den 13 februari 1940 i München, var en tysk klassisk filolog och kyrkohistoriker. Han var son till gynekologen Jakob Heinrich Hermann Schwartz. 
Schwartz började studera vid universitetet i Göttingen och fortsatte hos Hermann Usener vid universitetet i Bonn, Theodor Mommsen vid universitetet i Berlin och Ulrich von Wilamowitz-Moellendorff vid universitetet i Greifswald. Med Wilamowitz-Moellendorff upprätthöll han en livslång vänskap.
Efter att ha tagit doktorsgraden reste han som stipendiat till Italien. År 1884 blev han habiliterad vid universitetet i Bonn och han började undervisa vid universitetet i Rostock 1887. Senare var han verksam vid universitetet i Gießen, universitetet i Straßburg, universitetet i Göttingen, universitetet i Freiburg och från 1913 åter vid universitetet i Straßburg, där han var rektor läsåret 1915/16.
Efter vapenstilleståndet i Compiègneskogen 1918 blev han utvisad från det som nu hade blivit en fransk stad (Strasbourg) men han blev följande år utnämnd till professor vid universitetet i München, där han blev kvar till sin död. Från 1927 till 1930 var han president för bayerska vetenskapsakademien.
På uppdrag av preussiska vetenskapsakademien utgav Schwartz Acta conciliorum oecumenicorum, akterna från de ekumeniska kyrkomötena under senantiken. Han skrev en mängd artiklar för Realencyclopädie der classischen Altertumswissenschaft.

## Fotnoter
1. 1 2  SNAC, SNAC Ark-ID: w63g3d5x, läs online, läst: 9 oktober 2017.[källa från Wikidata]
2. 1 2  Brockhaus Enzyklopädie, Brockhaus Enzyklopädie-ID: schwartz-eduard, läst: 9 oktober 2017.[källa från Wikidata]
3. ↑  Gemeinsame Normdatei, läst: 11 december 2014.[källa från Wikidata]
4. ↑  Gemeinsame Normdatei, läst: 30 december 2014.[källa från Wikidata]